# The Mescaleros
The Mescaleros var kompband till Joe Strummer, tidigare frontman i The Clash.

## Medlemmar
- Joe Strummer – sång, gitarr (1999–2002)
- Martin Slattery – gitarr, keyboard, saxofon, flöjt (1999–2002)
- Scott Shields – gitarr, basgitarr (1999–2002)
- Antony Genn – gitarr (1999–2000)
- Simon Stafford – basgitarr, trombon (2001–2002)
- Tymon Dogg – fiol, gitarr, keyboard (2000–2002)
- John Blackburn – basgitarr (2000)
- Jimmy Hogarth – basgitarr (2000)
- Pablo Cook – slagverk (1999–2001)
- Luke Bullen – trummor (2001–2002)
- Steve "Smiley" Barnard – trummor (1999–2000)

## Diskografi
Studioalbum
- Rock Art and the X-Ray Style (1999)
- Global A Go-Go (2001)
- Streetcore (2003)

Livealbum
- Friday 15th November 2002 Acton Town Hall, London (2012)

Singlar
- "Yalla Yalla" (1999)
- "Tony Adams (The Morning Sun)" (1999)
- "Johnny Appleseed" (2001)
- "Coma Girl" (2003) (#33 på UK Singles Chart)
- "Redemption Song" / "Arms Aloft" (2003) (UK #46)